# ハンセル (競走馬)
ハンセル(Hansel)とはアメリカ合衆国生産の競走馬、種牡馬。主な勝ち鞍に1991年のプリークネスステークス、ベルモントステークスなど。1991年のエクリプス賞最優秀3歳牡馬に選出された。

## 経歴
- 特記事項なき場合、本節の出典はEQIBASE[1]

1990年6月7日、アーリントンパーク競馬場でのメイドン競走でデビューし、1着。2走目のG3競走トレモントブリーダーズカップステークスを勝って重賞初制覇。G2競走サプリングステークスで3着、ホープフルステークスで2着としたのちG2競走のアーリントン・ワシントンフューチュリティを勝って重賞2勝目を挙げる。2歳時はこれで切り上げ、5戦して重賞2勝を含む3勝を挙げた。
3歳となった1991年、初戦のフォンテンオブユースステークス5着、2戦目のフロリダダービー3着を経てジムビームステークス、レキシントンステークスとG2競走を連勝してアメリカクラシック三冠路線に臨む。ケンタッキーダービーではストライクザゴールドの10着に終わったが、二冠目プリークネスステークスを制し、三冠最終戦のベルモントステークスでは最後にストライクザゴールドにハナ差まで迫られたが凌ぎ切り、二冠を獲得して100万ドルのボーナスも得た。その後はハスケルインビテーショナルハンデキャップ3着、トラヴァーズステークス2着ののち、9月にマクトゥーム・ビン＝ラーシド・アール＝マクトゥーム（シェイク・モハメド）に売却され、競走馬生活を引退した。トラヴァーズステークス以降の出走はなかったが、1991年のエクリプス賞選考で最優秀3歳牡馬に選ばれた。

## 引退後
引退後はシェイク・モハメド所有のゲインズバラスタッドに種牡馬として繋養され、のちにはニューヨーク州のクエストロイヤルスタッドや日本の日高スタリオンステーションでも繋養された。その後2006年1月にアメリカへと買い戻され、故郷のレイジーレーンファームで余生を過ごし、2012年に種牡馬を引退。2017年6月13日に老衰により安楽死の措置が取られた。死亡当時、存命していたアメリカクラシック三冠勝ち馬としては最年長の馬であった。

### 主な産駒
- Loving Claim / ラヴィングクライム（マルセルブサック賞）[5]
- Fruits of Love / フルーツオブラヴ（ハードウィックステークス2回など）[6]
- エイエムボーイ（ロータスクラウン賞）[7]
- コトブキムーン（九州ジュニアグランプリ）[8]

### ブルードメアサイアーとしての産駒
- コンゴウリキシオー（マイラーズカップ、金鯱賞など）[9]

## 血統表
| ハンセルの血統                        | ハンセルの血統                                              | ハンセルの血統                                              | （血統表の出典）                                            | （血統表の出典） |
| 父系                                  | ミスタープロスペクター系                                    | ミスタープロスペクター系                                    | ミスタープロスペクター系                                    | [ § 2 ]          |
| 父 Woodman 1983 栗毛 アメリカ         | 父の父Mr. Prospector 1970 鹿毛 アメリカ                     | Raise a Native                                              | Native Dancer                                               | Native Dancer    |
| 父 Woodman 1983 栗毛 アメリカ         | 父の父Mr. Prospector 1970 鹿毛 アメリカ                     | Raise a Native                                              | Raise You                                                   |                  |
| 父 Woodman 1983 栗毛 アメリカ         | 父の父Mr. Prospector 1970 鹿毛 アメリカ                     | Gold Digger                                                 | Nashua                                                      | Nashua           |
| 父 Woodman 1983 栗毛 アメリカ         | 父の父Mr. Prospector 1970 鹿毛 アメリカ                     | Gold Digger                                                 | Sequence                                                    |                  |
| 父 Woodman 1983 栗毛 アメリカ         | 父の母Playmate 1975 栗毛 アメリカ                           | Buckpasser                                                  | Tom Fool                                                    | Tom Fool         |
| 父 Woodman 1983 栗毛 アメリカ         | 父の母Playmate 1975 栗毛 アメリカ                           | Buckpasser                                                  | Busanda                                                     |                  |
| 父 Woodman 1983 栗毛 アメリカ         | 父の母Playmate 1975 栗毛 アメリカ                           | Intriguing                                                  | Swaps                                                       | Swaps            |
| 父 Woodman 1983 栗毛 アメリカ         | 父の母Playmate 1975 栗毛 アメリカ                           | Intriguing                                                  | Glamour                                                     |                  |
| 母 Count on Bonnie 1981 鹿毛 アメリカ | 母の父Dancing Count 1968 鹿毛 カナダ                        | Northern Dancer                                             | Nearctic                                                    | Nearctic         |
| 母 Count on Bonnie 1981 鹿毛 アメリカ | 母の父Dancing Count 1968 鹿毛 カナダ                        | Northern Dancer                                             | Natalma                                                     |                  |
| 母 Count on Bonnie 1981 鹿毛 アメリカ | 母の父Dancing Count 1968 鹿毛 カナダ                        | Snow Court                                                  | Kings Bench                                                 | Kings Bench      |
| 母 Count on Bonnie 1981 鹿毛 アメリカ | 母の父Dancing Count 1968 鹿毛 カナダ                        | Snow Court                                                  | Snow Cloud                                                  |                  |
| 母 Count on Bonnie 1981 鹿毛 アメリカ | 母の母Buena Notte 1964 鹿毛 カナダ                          | Victoria Park                                               | Chop Chop                                                   | Chop Chop        |
| 母 Count on Bonnie 1981 鹿毛 アメリカ | 母の母Buena Notte 1964 鹿毛 カナダ                          | Victoria Park                                               | Victoriana                                                  |                  |
| 母 Count on Bonnie 1981 鹿毛 アメリカ | 母の母Buena Notte 1964 鹿毛 カナダ                          | Midinette                                                   | Tantieme                                                    | Tantieme         |
| 母 Count on Bonnie 1981 鹿毛 アメリカ | 母の母Buena Notte 1964 鹿毛 カナダ                          | Midinette                                                   | Milonga                                                     |                  |
| 母系(F-No.)                           | (FN:2-w)                                                    | (FN:2-w)                                                    | (FN:2-w)                                                    | [ § 3 ]          |
| 5代内の近親交配                       | Native Dancer 4 × 5 = 9.38%、 Nasrullah 5 × 5 = 6.25%(父内) | Native Dancer 4 × 5 = 9.38%、 Nasrullah 5 × 5 = 6.25%(父内) | Native Dancer 4 × 5 = 9.38%、 Nasrullah 5 × 5 = 6.25%(父内) | [ § 4 ]          |
| 出典                                  | 1. 2. 3. 4.                                                 | 1. 2. 3. 4.                                                 | 1. 2. 3. 4.                                                 | 1. 2. 3. 4.      |

## 備考
1. 1 2 3 4 5 6 7 8 9 10 11 12 13 14 15 16  “Hansel (VA)”. EQUIBASE Horse Profile.   Equibase Company LLC.. 2020年6月23日閲覧。
2. 1 2 3 4 5 6 7 8 9 10 11 12  “ハンセル(USA)”. JBISサーチ.   公益社団法人日本軽種馬協会. 2020年6月23日閲覧。
3. 1 2 3 4 5  “Champion Hansel Euthanized Due to Old Age” (英語).   bloodhorse.com (2017年6月13日). 2017年7月19日閲覧。
4. 1 2  “種牡馬ハンセル、故郷に帰る”. netkeiba.   Net Dreamers Co., Ltd. (2005年12月7日). 2020年6月23日閲覧。
5. ↑  “Loving Claim(USA)”. JBISサーチ.   公益社団法人日本軽種馬協会. 2020年6月23日閲覧。
6. ↑  “Fruits of Love(USA)”. JBISサーチ.   公益社団法人日本軽種馬協会. 2020年6月23日閲覧。
7. ↑  “エイエムボーイ”. JBISサーチ.   公益社団法人日本軽種馬協会. 2020年6月23日閲覧。
8. ↑  “コトブキムーン”. JBISサーチ.   公益社団法人日本軽種馬協会. 2020年6月23日閲覧。
9. ↑  “コンゴウリキシオー(IRE)”. JBISサーチ.   公益社団法人日本軽種馬協会. 2020年6月23日閲覧。
10. 1 2 3  “ハンセル(USA) 血統情報：5代血統表”. JBISサーチ.   公益社団法人日本軽種馬協会. 2020年6月23日閲覧。
11. 1 2  “ハンセル Hanselの5代血統表”. netkeiba.   Net Dreamers Co., Ltd.. 2020年6月23日閲覧。